# Trigomphus agricola
Trigomphus agricola is een echte libel uit de familie van de rombouten (Gomphidae).
De wetenschappelijke naam van de soort werd in 1916 als Gomphus agricola gepubliceerd door Friedrich Ris.